# Rammstein
Rammstein je industrijskometalna skupina iz Berlina, glavnega mesta Nemčije. Skupina je nastala leta 1994. Sestavljajo jo Till Lindemann (vodilni vokal), Richard Z. Kruspe (kitara in vokali v ozadju), Paul H. Landers (kitara, vokali v ozadju), Oliver »Ollie« Riedel (basovska kitara), Christoph »Doom« Schneider (bobni in elektronska perkusija) in Christian »Flake« Lorenz (klaviature).
Svoje pesmi navadno izvajajo v nemščini, v celoti ali deloma pa so jih izvedli tudi v drugih jezikih, npr. v angleščini, španščini, francoščini in ruščini. Do leta 2009 so prodali čez 20 milijonov posnetkov. Koncertni nastopi skupine Rammstein slovijo po pirotehničnem performansu in gledališki igri, za kar so prejeli številne nagrade. Od nastanka leta 1994 se sestava skupine še ni spremenila. Skupina se je poimenovala po letalski nezgodi v Ramsteinu. Z dodatnim »m«-jem se ime skupine dobesedno prevede kot »zaleteni kamen«.

## Ozadje nastanka skupine
Skupina ima ime po nemškem mestu Ramstein in tamkajšnji letalski bazi, kjer se je leta 1988 zgodila tragična letalska nesreča, v kateri je umrlo 67 gledalcev in trije italijanski piloti akrobatske skupine Frecce Tricolori. Nastali so pod velikim vplivom slovenske skupine Laibach, ki je na njihovo željo kasneje izdelala tudi remix pesmi Ohne dich.

## Člani zasedbe
Skupino sestavlja šest članov:
- Till Lindemann (vokal)
- Richard Kruspe (kitara)
- Paul H. Landers (pravo ime Henry Hirsch) (kitara)
- Oliver »Ollie« Riedel (bas kitara)
- Christoph »Doom« Schneider (bobni)
- Christian »Flake« Lorenz (klaviature)

Vsi prihajajo iz bivše Vzhodne Nemčije in izvajajo pesmi večinoma v nemščini. Skupina je znana po spekatakularnih koncertih, na katerih ne primanjkuje pirotehnike.

## Diskografija

### Albumi
- Herzeleid (1995)
- Sehnsucht (1997)
- Live Aus Berlin (1999)
- Mutter (2001)
- Reise, Reise (2004)
- Rosenrot (2005)
- Volkerball (2006)
- Liebe ist für alle da (2009)
- Made in Germany: 1995–2011 (2011)
- Rammstein (2019)
- Zeit (2022)

### Singli
- Du riechst so gut (1995)
- Seemann (1996)
- Engel (1997)
- Engel, Fan-Edition (1997)
- Du hast (1997)
- Das Modell (1997)
- Du riechst so gut '98 (1998)
- Stripped (1998)
- Single Collection (1998)
- Sonne (2001)
- Links 2, 3, 4 (2001)
- Ich will (2001)
- Mutter (2002)
- Feuer frei! (2002)
- Schtiel (2003)
- Mein Teil (2004)
- Amerika (2004)
- Ohne dich (2004)
- Keine Lust (2005)
- Benzin (2005)
- Rosenrot (2006)
- Mann Gegen Mann (2005)
- Pussy (2009)
- Ich Tu Dir Weh (2010)
- Haifisch (2010)
- Mein Land (2011)
- Mein Herz Brennt (2012)